# هامون همت
هامون همت ((بالفارسية:هامون همت)، ولدت 15 بنایر 1989 في طهران، إيران) هي ممثلة وعارضة إيرانية.

## روابط خارجية
- هامون همت على موقع IMDb (الإنجليزية)
- هامون همت على موقع ميوزك برينز (الإنجليزية)
- هامون همت على موقع ديسكوغز (الإنجليزية)